# Турек (Підляське воєводство)
Турек (пол. Turek) — село в Польщі, у гміні Посвентне Білостоцького повіту Підляського воєводства.
Населення — 61 особа (2011).
У 1975-1998 роках село належало до Білостоцького воєводства.

## Демографія
Демографічна структура станом на 31 березня 2011 року:
|          | Загалом | Допрацездатний вік | Працездатний вік | Постпрацездатний вік |
| -------- | ------- | ------------------ | ---------------- | -------------------- |
| Чоловіки | 31      | 7                  | 17               | 7                    |
| Жінки    | 30      | 8                  | 14               | 8                    |
| Разом    | 61      | 15                 | 31               | 15                   |